# オースミユーカ
オースミユーカ（Ooosumi Yuuuka）は、広告、映画、ドキュメンタリー、テレビ番組の映像製作・企画・脚本などを手掛ける日本の映像ディレクター・プランナー。

## 来歴
武蔵野美術大学を卒業後、映像制作会社AOI Pro.を経たのちに独立し、2022現在ではフリーランスで活動する。脚本を共同で担当した映画「あさっての森」が2013年に第16回文化庁メディア芸術祭エンターテインメント部門優秀賞を受賞した。

## 主な作品

### CM・MV・Short Film
- 日本ヒューレットパッカード「#1時間勤務」（CM/ドラマ）
- NTTdocomo ForONEs「妊婦のふあん」（CM/ドラマ）
- パラドゥ バズガードuv「まずバズダンス」（CM/PV）
- NHK PR「わたしリニューアル」（ドラマ）
- 大塚食品 ボンカレー「SmileTableDay」（ドキュメンタリー）
- オルビス×よしもと「星がわらっている」（ドラマ　渡辺直美主演）
- レ・ロマネスクPV「飴と飴」（PV）
- 日本生命「ニッセイ体操つるかめクス」（PV）
- Every Little Thing PV「冷たい雨」（ドラマ　ぺ・ドゥナ、高良健吾主演）
- ケロポンズ「こどもロック」（PV）

### TV
- NHK Eテレ「お伝と伝じろう」
- NHK Eテレ「で〜きた」
- NHK Eテレ「おはなしのくに」
- 相葉蕉の湖池屋SDGS劇場「サスとテナ」

### 映画
- 「そらそい」ベルリン国際映画祭正式出品（青山草太、森岡龍、二階堂ふみ出演　石井克人・三木俊一郎共同監督）
- 「非女子図鑑〜混浴heaven〜」（江口のり子主演　JapanFilmFestival inL.A 優秀監督賞）

## ドキュメンタリー
- 「大きな木のこどもたち」
- 「ClosetoART」（NHK WORLD　世界150カ国放送美術番組）
- 「太郎とあいみょん〜アートで時代を乗り越えろ〜」（NHK Eテレ特番）

## 脚本
- 映画 ベネッセ「劇場版しまじろうのわお！しまじろうとフフのだいぼうけん〜すくえ！七色の花〜」（平林勇監督）
- 映画「えんとつ町のプペル ショートドラマver」（蜷川実花監督）
- 映画「あさっての森」（三木俊一郎監督）文化庁メディア芸術祭エンターテインメント部門優秀賞
- Lismo青春ドラマ「Hello,Goodbye」（三木孝浩監督）